# Georg-Büchner-Schule (Frankfurt am Main)
Die Georg-Büchner-Schule, kurz GBS, ist eine Integrierte Gesamtschule mit musikalischer Grundstufe in Frankfurt am Main  - Bockenheim.
Die Schule ist nach dem Schriftsteller, Sozialkritiker und Wissenschaftler Georg Büchner benannt.

## Lage
Die Georg-Büchner-Schule liegt im Stadtteil Bockenheim.
Die Schule hat eine gute Verkehrsanbindung an Straßenbahnlinie 17 und an die S-Bahnlinien S3, S4, S5 und S6 über den Westbahnhof. Südlich erstreckt sich das Gelände der Messe Frankfurt.

## Schulprofil
In der Georg-Büchner-Schule werden Kinder bereits ab der ersten bis zur 10. Klasse unterrichtet. Für die Kinder der Grundstufe – Klassenstufen 1 bis 4 – gibt es eine besondere musikalische Förderung und ein weit reichendes ganztägiges Betreuungsangebot.
Auch für die Schüler der Sekundarstufe gibt es Betreuungsmöglichkeiten. Die Schule hat Ganztagsprofil Stufe 1.
Nach Beendigung der 10. Klasse können die Schüler mit Eignung auf die mit der Georg-Büchner-Schule kooperierende Max-Beckmann-Schule  (Oberstufengymnasium) wechseln.
Ab der Klassenstufe fünf wird derzeit eine Klasse in einzelnen Fächern bilingual -
derzeit Deutsch-Spanisch - unterrichtet.
Es finden Begegnungsfahrten mit der Partnerschule in Großbritannien und ein Schüleraustausch mit Spanien für die bilingualen Klassen statt.
Außerdem gibt es ein Schulhundeprojekt.

## Schulgelände
Das Gelände der GBS hat 5 Schulgebäude mit Jahrgangsstockwerken und Teamräumen. Es gibt insgesamt drei Sporthallen, von denen eine über eine Kletterwand verfügt. Die Schulverwaltung ist in einem neuen Gebäude untergebracht, das auch moderne Naturwissenschaftsräume und eine große Aula beherbergt. Außerdem gibt es ein grünes Klassenzimmer, einen Schulgarten mit Teich, sowie einen großzügigen Schulhof mit Spiel- und Klettergerüsten.

## Schulchronik
Der Oberbürgermeister Werner Bockelmann eröffnet 1955 die Kuhwaldschule.
1968 wird aus der Kuhwaldschule mit der Voltaschule die additive Gesamtschule, genannt „Bockenheim-Süd“. Ab dem Schuljahr 1995/1996 wird die Grundstufe in der Georg-Büchner-Schule eingerichtet.